# Halohidrin

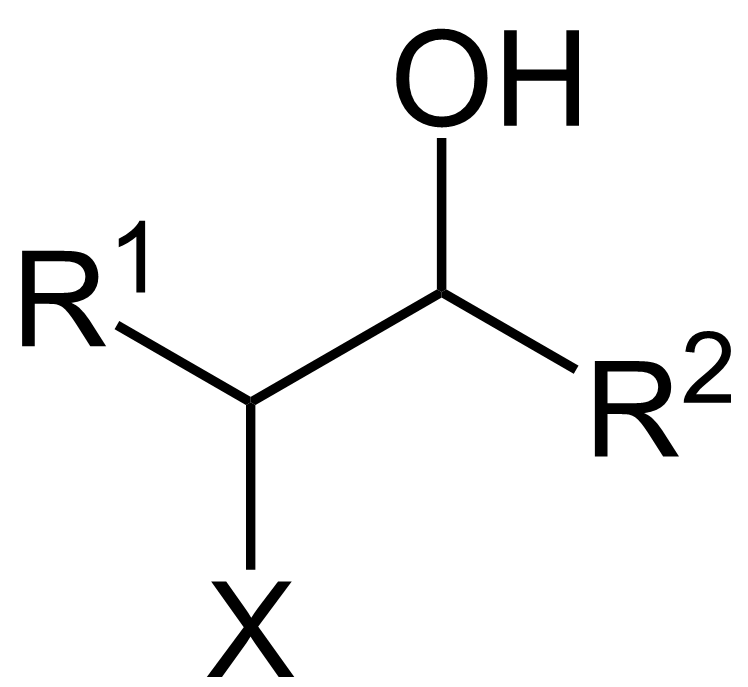
A halohidrinek általános szerkezete, ahol X = I, Br, F vagy Cl

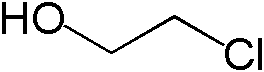
A 2-klóretanol halohidrin szerkezete

A halohidrin (más néven halogénalkohol vagy β-halogénalkohol) szerves kémiai funkciós csoport, amelyben egy halogén és egy hidroxilcsoport szomszédos szénatomokhoz kapcsolódik (β-helyen halogénezett alkohol), és amely szénatomokhoz csak hidrogén vagy szénhidrogéncsoport kapcsolódik (ilyen például a 2-klóretanol vagy a 3-klórpropán-1,2-diol). A kifejezés csak telített csoportokra vonatkozik, a 2-klórfenolt például általában nem tekintik halohidrinnek. Egyes halohidrinekből, például propilén-klórhidrinből évente több millió tonnát gyártanak, ezeket polimerek készítéséhez használják fel.
A halohidrineket a halogénatom minősége szerint lehet csoportosítani, ez alapján vannak klórhidrinek, brómhidrinek, fluorhidrinek és jódhidrinek.

## Előállításuk
A halohidrineket rendszerint alkén halogénnel történő kezelésével állítják elő, víz jelenlétében. A reakció az elektrofil addíció egyik formája, hasonló a halogén addíciós reakcióhoz, és anti addíción keresztül játszódik le, így a molekulába az X és OH csoportok transz konfigurációban épülnek be. Az etilén etilén-klórhidrinné történő átalakításának egyenlete:
H2C=CH2  +  Cl2 + H2O → H2(OH)C-CH2Cl + HCl
Brómozási reakcióhoz elemi bróm helyett előnyösebb lehet az N-brómszukcinimid (NBS) alkalmazása, így kevesebb melléktermékek keletkezik.
Halohidrineket úgy is elő lehet állítani, hogy epoxidot reagáltatunk hidrogén-halogenid vizes oldatával vagy fém-halogeniddel.
Ezt a reakciót ipari léptékben használják klórhidrin prekurzorok gyártására, melyekből két fontos epoxidot, epiklórhidrint és propilén-oxidot állítanak elő.

## Reakciói
Bázis jelenlétében a halohidrin intramolekuláris SN2 reakcióban epoxiddá alakul. Az iparban bázisként kalcium-hidroxidot, laboratóriumi célra többnyire kálium-hidroxidot alkalmaznak.
Ez a reakció az epoxidból történő előállítás fordított reakciója, és a Williamson-féle éterszintézis egyik változatának tekinthető. A világ propilén-oxid termelésének nagy részét ezen az úton állítják elő.
Ezek a reakciók bonyolultabb folyamatoknak is alapjául szolgálhatnak, az epoxidképződés például a Darzens-reakció egyik kulcslépése.

## Halogénezett halohidrinek

2,2,2-triklóretanol

Bár szigorúan véve nem felelnek meg a IUPAC definíciónak, de hasonló kémiai tulajdonságaik miatt azon vegyületeket is halohidrineknek lehet tekinteni, amelyekben a hidroxilcsoporttal szomszédos szénatomon több geminális halogén is található – ilyen például a 2,2,2-triklóretanol. Ezek a vegyületek is képesek intramolekuláris gyűrűzáródásra, ekkor dihalogénepoxicsoport keletkezik. Ezek rendkívül reakcióképes anyagok, és szintetikus szempontból is fontosak, amit a Jocic-Reeve-, a Bargellini- és a Corey–Link-reakció során alkalmaznak.

## Toxicitásuk
Az egyszerű, kis molekulatömegű vegyületek általában mérgezőek és – mivel alkilezőszerek – karcinogének (pl. a 2-klóretanol, 3-MCPD). Ez a reakciókészség jó célra is felhasználható, erre példa a mitobronitol rákellenes szer. Számos szintetikus kortikoszteroidban található fluorhidrin rész (triamcinolon, dexametazon).

## Helytelen elnevezések
Bár az epiklórhidrin név ezt sugallja, ez a vegyület valójában nem tartozik a halohidrinek közé.

## Fordítás
Ez a szócikk részben vagy egészben  a   Halohydrin című angol Wikipédia-szócikk ezen változatának fordításán alapul.  Az eredeti cikk szerkesztőit annak laptörténete sorolja fel. Ez a jelzés csupán a megfogalmazás eredetét és a szerzői jogokat jelzi, nem szolgál a cikkben szereplő információk forrásmegjelöléseként.